# سيتروناد
الستروناد أو الليموناد، هي مشروب مصنوع من الماء وعصير الليمون والسكر  ويقدم باردًا. في الاستخدام الشائع، هو مرادف لعصير الليمون.

## تاريخ
أخذت كلمة ليمون العربية (بالفارسية: لیمو) شكل limone في الإيطالية، حيث انتقلت من اللهجة التونسية «ليمونادا» و«سيتروناد » إلى الإيطالية. ومن المرجح أن تكون منطقة إيطاليا (حيث التنوع البيولوجي لليمون المزروع هو الأعلى) - تونس بمثابة حاضنة لانتشار المستحضرات المعتمدة على الليمون. «يبدو أن عصير الليمون، الذي ربما نشأ في الشرق الأوسط، كان يُستهلك في إيطاليا في القرن السادس عشر»، كما كتبت فيرونيك برايسكو «وآخرون». (2013) 
يُرجح أن السيتروناد (الغازية) وصلت إلى إنجلترا من إيطاليا عبر فرنسا. يعود أول مرجع باللغة الإنجليزية إلى عام 1663 (حفل زفاف القس) في عام 1779، حيث قيل إن مايكل كيلي، مغني الأوبرا، شرب سيتروناد مثلجة خلال تناول وجبة في حانة نابولي.
وفقًا لجوزيف جيليرز (1768)، فإن السيتروناد عبارة عن فاكهة برتقال ثلاثي الأوراق مسكرة ( أترج ) لا تزال خضراء (استخدام كمصبرات). كان يطلق على بلسم الليمون اسم عشبة الليمون، أو الليمونادة، أو عشبة الليمون في الرسائل الخاصة بالأعشاب الطبية.

### مياه عادية أو فوارة
يقبل لاروس الماء العادي أو الفوار. ظهرت مشروبات الليمون أو الليموناد الفوار في وقت متأخر، في عام 1879. ويعطي فن صناعة الحلويات الحديثة بعد شكلها من الليمون أو السترونيد ( 1 لتر من الماء؛ 60 غ من السكر، 2 ليمون أو ليمون حامض)، ماء فوار مع 25 غ من عصير الليمون، 10 غ من حمض الطرطريك و 10 غ من بيكربونات الصوديوم. أعلن المؤتمر الدُّوَليّ للكيمياء التطبيقية في باريس عام 1900 أن عصير الليمون الغازي الذي لا يُطبق المخطوطات (الماء وشراب الليمون والغاز) هو احتيال. "أنا على استعداد للاعتراف بأنه إذا باع المصنعون بعض هذه المنتجات تحت اسم فاخر فلن يكونوا خاضعين للقانون، على سبيل المثال يمكنهم استخدام اسم عصير الليمون الفوار أو أي اسم آخر ولن يكون هناك أي سبيل للانتصاف ضدهم؛ ولكن تحت اسم عصير الليمون الفوار، لا يمكنهم بيع سوى المستحضر المشار إليه في المخطوطة تحت عنوان عصير الليمون الفوار".
مصطلح "الليموناد الفوار"، الذي ظهر في عام 1810  أكثر شيوعًا بكثير من مصطلح "الليموناد الغازي". علي باب (1928) يتبع وصفة السيتروناد الخاصة به (3 لتر من الماء، 600 غ من السكر، 6 ليمونات) من "يمكن إضافة غاز الليمون عن طريق استبدال جزء من الماء بماء سيلتزر ، الذي يضاف قبل التقديم مباشرةً".
إن نقع الليمون والسكر في الماء المُغلّى هو إحدى نسختين من السيتروناد، والنسخة الأخرى هي الماء البارد.

### ليمون، شراب الليمون أو الليمون الحامض
يتم تحضير السيتروناد بالليمون والسكر أو بشراب الليمون. يتم تصفية المنقوع قبل الاستهلاك. هناك طرق أخرى تحتوي على عصير الليمون أو مع الليمون الكامل - بما في ذلك القشر - المنقوع. من النادر أن نجد في القرن العشرين، السيتروناد المصنوعة من الليم (الليمون الحامض، Citrus aurantiifolia ) حيث يجب أن نتحدث عن نيمبو باني. يتم تصنيع مشروب الليموناد الصناعي من الماء وشراب السكر (السكروز) وحمض الليمون وجوهر الليمون.

## الخصائص الغذائية
يوصى به تقليديًا لإرواء العطش والنسخة الأبسط هي محلية الصنع: الماء وعصير الليمون وشرائح الليمون التي تترك في الثلاجة لمدة ساعة على الأقل. بعبارة أخرى، يختلف تمامًا عن مشروبات الليمون الصناعية المحلاة أو السكرية حيث أن السعرات الحرارية التي يتناولها ترتبط ارتباطًا مباشرًا بزيادة مؤشر كتلة الجسم. من بين 42 مشروب ليمون تجاري تم الإبلاغ بواسطة حقائق التغذية المفتوحة سنة 2024، عن 39 منها لها درجة غذائية سيئة الجودة: E (أحمر) أو D (برتقالي) و3 C (أصفر) أو جودة غذائية متوسطة مع مستوى سكر < 3 %.
يحتوي السيتروناد الخالي من السكر على تأثير مدر للبول يقلل من خطر الإصابة بحصوات الكالسيوم في الكلى عن طريق زيادة إفراز سترات البول وخفض مستوى أكسالات الكالسيوم وفوسفات الكالسيوم وفقًا لمنشور أكاديمي (2019) لاستهلاك 2 لتر يوميا.
يمكن حفظ السيتروناد المصنوع منزليًا لمدة تصل إلى 6 أيام في الثلاجة,

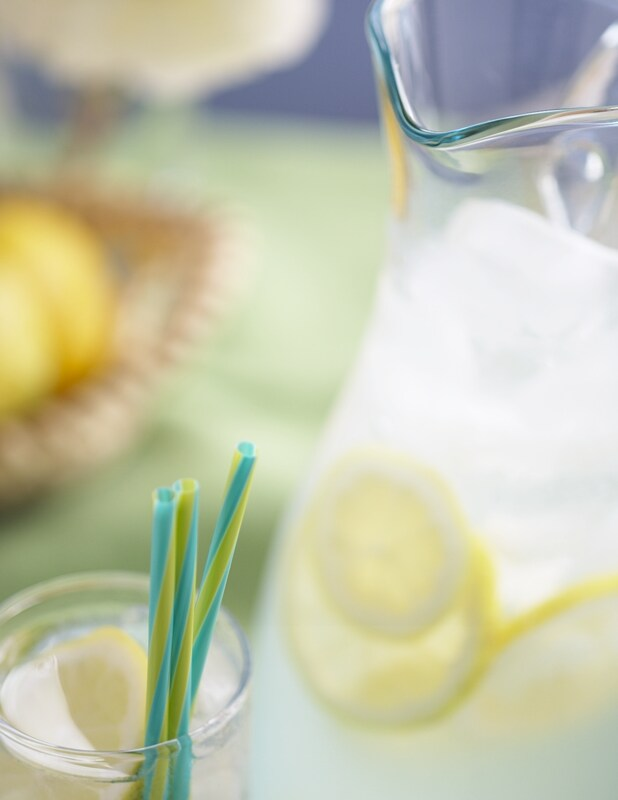
ليموناد مع القش.

## أشكال أخرى
السيتروناد هو مشروب تقليدي منعش ومروي للعطش من شمال أفريقيا (الجزائر، المغرب، تونس)، بلاد الشام (الأردن، فلسطين، لبنان، سوريا) وتركيا. يتم نقع عصير الليمون ولبها وقشرها، إما عاديًا أو مع شراب زهر البرتقال أو شراب الورد. في صقلية في كاتانيا، سيلتزر أو ليمون إي سال هو عصير ليمون صيفي مصنوع من عصير ليمون ديل إتنا مقابل 400 مل من الماء الفوار البارد جدًا والقليل من الملح. جرانيتا الليمون الصقلية مصنوعة من الماء والسكر والليمون نصف المجمد، وهو ما يعادل جرانيتا.

### ليمون معصور
يتغير طعم عصير الليمون بشكل أسرع من عصير البرتقال أو ليمون الجنة أو التفاح، كما أن الزيت العطري الذي يمنحه رائحته يتحلل تدريجيًا. يتميز الليمون المعصور (عصير الليمون الطازج) المخفف في الماء العذب والسكر بجاذبية خاصة.

### شربات
شربات  (بالفارسية: شربت) من الهندية शर्बत، تصنع من الماء العذب وعصير الليمون والسكر بنكهات مختلفة
- في إيران ، يتم تحضير شربات طخمة شرباتي باستخدام بذور الشيا وماء الورد ، ويمكن أن يضاف إليها عصير الليمون [23]
- تتميز اللايمونادا الشرق أوسطية بنكهة زهر البرتقال وأوراق النعناع.[24]
- في الهند، يتم صنع شربات الليمون باستخدام ماء الورد، الكركديه، خشب الصندل، البرتقال، المانجو والأناناس.[25] يتم تحضير الاخـ- شربات من عصير قصب السكر وعصير الليمون والزنجبيل[26]
- شربات الكراس [27] (مشروب الليمون) أو عصير الليمون الجزائري هو مشروب مصنوع من الليمون وماء زهر البرتقال (أو ماء الياسمين) والحليب والماء.[28] يتم تقديمه بشكل خاص خلال شهر رمضان والأعياد.

### مقالات ذات صلة
- ليمونانا ، ليمونادة

### روابط خارجية
- عصير ليمون محلي الصنع للبيع على شواطئ مرسيليا